# Lilly Singh
Lilly Saini Singh (pronunciado [lɪlɪ sɪŋɡʱ]) (Scarborough, Ontario; 26 de septiembre de 1988), también conocida por su nombre de usuario de YouTube Superwoman (estilizado como "IISuperwomanII"), es una personalidad de YouTube canadiense y comediante. También ha participado en el rap y el cine como actriz. Después de comenzar su canal en octubre de 2010, sus vídeos han recibido más de mil millones de visitas, y su canal cuenta con más de 21 millones de suscriptores. Es especialmente conocida por sus sátiras acerca de la vida cotidiana. Sus fanes son conocidos como “Team Super”. Lilly Singh sube vídeos nuevos a su canal cada lunes y jueves.

## Biografía
Sus padres son Malwinder y Sukhwinder Singh, originarios de Punjab, India. Tiene una hermana mayor llamada Tina Singh. Singh misma se ha descrito como un marimacho durante sus años de infancia. Asistió a la Escuela Pública María Shadd durante sus años de primaria, y estudió secundaria en Lester B. Pearson Collegiate Institute. Ella tiene una licenciatura en psicología de la Universidad de York. Singh comparte una fuerte conexión con su herencia Punjabi, y dice que le gusta visitar la India.

## Carrera
Mientras crecía, Lilly Singh aspiraba qué campo seguir. Ella ideó el nombre de "Superwoman" a la edad de ocho años, después de que haber escuchado una canción del mismo nombre y de haber recibido un anillo con una 'S' en él.  En 2010, Singh decidió emprender su canal de YouTube bajo ese pseudónimo (su canal se llama "IISuperwomanII"). Singh dice que una de las razones por las que decidió seguir una carrera como YouTuber es porque había una falta de representación de las mujeres en el Internet de la comunidad del sur de Asia. La cultura india es una importante fuente de inspiración para sus vídeos y ella ha ganado popularidad por su satírica perspectiva sobre la vida cotidiana y las actividades sobre las que las personas se suelen quejar. Algunos de sus vídeos populares incluyen "How Girls Get Ready", "Types of Kids at School", "Girls On Their Periods" y la serie de "My Parents React To...". Singh también hace vlogs en un canal separado llamado "SuperwomanVlogs", que muestra sus aventuras diarias y las personas que conoce en su día a día. En su camino a la fama ya ha conocido a Shah Rukh Khan, Dwayne Johnson, Ariana Grande, Ed Sheeran y más. Además de sus actuaciones en solitario, ha colaborado con otros YouTubers como Yousef Erekat, Ryan Higa, Shane Dawson, Tyler Oakley, Denise Holder, Colleen Ballinger, Grace Helbig, Hannah Hart, Connor Franta, Joey Graceffa, Kingsley y muchos más. También ha colaborado con actores como Seth Rogen, James Franco, Kunal Nayyar, Karan Brar y Madhuri Dixit. También ha trabajado con el popular canal de belleza “I love make-up”, donde ha hecho programas como “Giving Back Glam”, “The Tube’s hautest” y “Lana Steele-make-up Spy”. Además de hacer vídeos de YouTube, Singh es oradora motivacional, comediante tipo “Stand Up” y cantante. 
Ella tiene un sitio web con el nombre de "Feminist Island", que vende ropa basada en su personaje de YouTube. En agosto de 2013, Singh colaboró en la canción "Hipshaker" junto Jassi Sidhu. En marzo de 2014, Singh realizó la parte de rap de la canción "Mauj Ki Malharein", que apareció en el drama de Bollywood Gulaab Gang. En julio, se lanzó una canción titulada "#LEH" junto a Humble The Poet, con quien también había realizado una canción en homenaje a su ciudad natal de Toronto. Lilly Singh también tuvo un pequeño papel en la producción indo-canadiense Dr. Cabbie (2014), que contó con Kunal Nayyar a la cabeza. Ella grabó y lanzó otro video musical en febrero de 2015 titulado “Clean Up Anthem” en colaboración con la música Sick Kick. 
En 2014, el canal de YouTube de Singh, IISuperwomanII, apareció en “New Media Rockstars Top 100 channels”, clasificada en la posición #39. En marzo de 2015, Singh anunció su gira mundial llamada "A Trip to Unicorn Island", en países como la India, Australia, Singapur y otros en los meses de mayo y junio de 2015. Actualmente se encuentra entre las 25 cuentas de YouTube con más suscriptores del mundo.[cita requerida]
Ella es también escritora. En 2017 escribió su primer libro How To Be a Bawse, un éxito de ventas en EE. UU., How To Be a Bawse: A Guide to Conquering Life, 2018 Eu e Meu Cora, Comment Devenir la Megabook de ta Super Vie, 2022 Be a Triangle : How I Went from Being Lost to Getting My Life Into Shape.